# Ferme de Loscelle
La ferme de Loscelle est une ferme située à Vescours, en France.

## Localisation
La ferme est située dans le département français de l'Ain, sur la commune de Vescours.

## Historique
L'édifice est classé au titre des monuments historiques en 1944.